# Włodawa (comune rurale)
Włodawa è un comune rurale polacco del distretto di Włodawa, nel voivodato di Lublino.
Ricopre una superficie di 243,75 km² e nel 2004 contava 5 984 abitanti.
Il capoluogo è Włodawa, che non fa parte del territorio ma costituisce un comune a sé.